# Moncton
Moncton je město v okrese Westmorland provincii Nový Brunšvik v Kanadě. V roce 2011 mělo 69 074 obyvatel. Aglomerace (Census Metropolitan Area) se 138 644 obyvateli je největší v provincii a druhá největší v Pobřežních provinciích. Město se rozkládá v údolí řeky Petitcodiac přibližně v geografickém středu Pobřežních provincií.